# Chikkagubbi, Bangalore South
Chikkagubbi là một làng thuộc tehsil Bangalore South, huyện Bangalore Urban, bang Karnataka, Ấn Độ.